# 유일여자고등학교
유일여자고등학교(柳一女子高等學校)는 대한민국 전북특별자치도 전주시 덕진구 인후동1가에 있는 사립 고등학교이다.

## 학교 연혁
- 1982년 11월 30일 : 유일여자고등학교 설립인가(24학급)
- 1983년 2월 28일 : 초대 유기완 교장 취임, 유일여자고등학교 1차공사 준공
- 1983년 3월 3일 : 제1회 입학식
- 1983년 4월 28일 : 개교 및 교사 준공식
- 1984년 4월 9일 : 한매헌 개관
- 1984년 6월 4일 : 테니스장 개장
- 1985년 5월 28일 : 매향사 준공(별관 12개 교실)
- 1986년 2월 7일 : 제1회 졸업식
- 1990년 4월 28일 : 강당 준공
- 1999년 3월 2일 : 급식소 준공식
- 2004년 2월 6일 : 한매학숙(기숙사) 개관
- 2011년 3월 2일 : 선진형 교과교실제 시행
- 2022년 12월 27일 : 제38회 졸업식
- 2023년 3월 2일 : 제41회 입학식
- 2023년 9월 1일 : 제9대 박재근 교장 취임

## 참고 자료
- 유일여자고등학교 - 한국교육학술정보원 학교알리미